# Dark wave

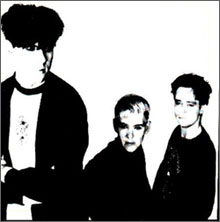
Ronny Moorings, Anke Wolbert i Pieter Nooten, 1989, jako Xymox (wcześniej jako Clan of Xymox)

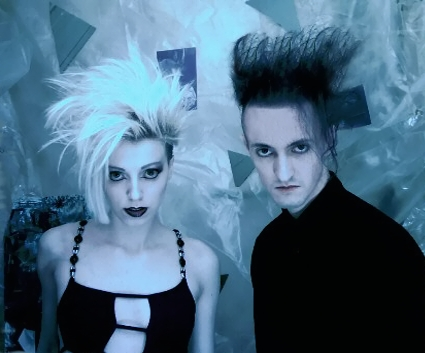
The Frozen Autumn

Dark wave, pisane także Darkwave – styl muzyczny, wywodzący się z nowej fali muzyki. Styl ten związany jest z rockiem gotyckim.
Jest jedną z jego form, w której do końca nie zrezygnowano z gitar i perkusji na rzecz elektronicznych, industrialnych dźwięków. Muzyka ta opiera się w dużej mierze na syntetycznym brzmieniu syntezatorów.
Najsłynniejsi wykonawcy tego nurtu to: Clan of Xymox, Diary of Dreams, Deine Lakaien, The Cruxshadows, Switchblade Symphony. Jednocześnie często za reprezentujące gatunek dark wave są uznawane pojedyncze utwory innych wykonawców będących przedstawicielami takich nurtów jak cold wave, new wave czy rock gotycki, np. Joy Division lub The Cure.